# 筷子基政府船塢
筷子基政府船塢（葡萄牙語：Oficinas Navais Fai Chi Kei），正式名稱為船舶建造廠，由於配合澳門未來的發展需要，於2003年媽閣上街舊址，搬往筷子基船澳街。

## 歷史
2000年政府有意配合將媽閣廟一帶地段發展為專題觀光區，有逾百年歷史的媽閣政府船塢及嘉路士一世船廠，計劃遷至筷子基南灣填海區，屆時附近水道可能要疏濬，以符合需要。
為配合媽閣重整規劃，原座落於媽閣塘的政府船塢將遷入筷子基南灣新址。新船塢在2002年2月6日動工，爭取年中落成。新政府船塢位於筷子基南灣的港務局旱塢原址，佔地約14250平方米，總建築面積19670平方米，造價48288540.2元。據工務局介紹，工程開展前，首先位於船澳街原屬於港務局倉庫及其餘兩座小型建築物拆除，然後在船澳街及林茂海邊大馬路、面向筷子基南灣的交匯處，新填出混凝土平台，作為船塢新址。工程分三區。區建築面積約2450平方米，高約12米，為政府船塢的貨倉、汽車維修部、電工部及木工部。中間的區建築面積約1800平方米，為一條寬30米、長60米、高20餘米的鋼結構船排，用於將船引上廠房維修。另設有寫字樓﹐以及佔地8750平方米的碼頭工作平台及總長140米的滑道。近林茂塘的區建築面積約2324平方米，為船塢的機械廠房。旁邊設有25厘米厚混凝土牆的易燃品倉庫。由於媽閣第一期填土工程即將動工，當局力爭新船塢半年後基本完竣，使政府船塢能夠及時遷入新址，之後開展第二期填土工程。此外，為配合新船塢的興建，筷子基排水渠也將要改道。
2003年8月開始遷入新址，原廠址的舊有生產設備遷至新船廠。12月正式啟用，在舉行揭幕禮上前運輸工務司司長歐文龍表示，港務局與政府船塢合併，估計可在預定時間內完成，合併後將更有利用資源運用，有助提高港務局的效率。政府船塢代廠長鄺錦成致詞時表示，政府船塢具過百年的悠久歷史，一直從事政府船隻修造及購置等工作，範圍還包括應公共行政機關及私營機構委託要求，參與各類水、陸機電工程項目等其他工作，提供相關領域技術援助。
2005年7月，政府船塢併入港務局架構內，成為港務局轄下的一個從屬廳級單位，更名為船舶建造廠。

## 設施
船塢平面面積約15000方米，建築樓層總面積約24500平方米，包括行政大樓及機械、造船、電器、木器、汽車等五個工場及一個物料倉庫，船塢除原廠址遷至的舊有生產設備外，還擁有一套提升能力達五百噸，淨排道寬15米，長140米的斜道船排、一輛提升能力為150噸，可容納長16米，寬6米船隻之抱船專用設備，以及兩台吊重能力為8噸的碼頭吊臂，大大增強該廠的入塢作業能力，由於生產場地面積的增大、設備之增強，整體的生產條件都得到了改善。
現時船塢除了進行造船及修船的工作外，還負責政府車隊的檢驗、維修、保養和狀況鑑定的工作。當中船舶建造和維修的對象，主要是海事及水務局和海關的船舶，在例外情況下，亦有承接一些私營企業的外判工作。